# Max Wolf (ginasta)
Max Wolf ( - ) foi um ginasta que competiu em provas de ginástica artística pelos Estados Unidos.
Wolf, em 1904, nos Jogos Olímpicos de St. Louis, fez parte da equipe norte-americana New York Turnverein. Junto aos companheiros Otto Steffen, Emil Beyer, John Bissinger, Julian Schmitz e Arthur Rosenkampf, conquistou a medalha de prata por equipes, após superar e ser superado por um time dos Estados Unidos.